# シャーリル・イシャク
シャーリル・イシャク（Shahril Ishak、1984年1月23日 - ）は、マレー系シンガポール人の元サッカー選手である。元シンガポール代表であり、2012 AFFスズキカップではMVPを受賞した他、AFF最優秀選手を翌年に受賞している。現役時代のポジションはセントラル・ミッドフィールダーであるが、ストライカーやウィングとしても活躍する選手である。

## 経歴
バイハッキ・カイザンやハッサン・サニー、カイルル・アムリと同様、シャーリルは2000年にシンガポール国立フットボールアカデミーの第一期生となった。
卒業後はヤング・ライオンズに所属し、同年A代表デビューした。後にホーム・ユナイテッドに移籍した。2010年にはインドネシアのペルシブ・バンドンに同じ代表であるカイザンと共に移籍した。ホーム・ユナイテッドでの最後の試合となった2010年9月21日のタンピネス・ローバースFC戦では二点を挙げる活躍をした。その後五試合を残してインドネシアに渡った。この年、彼はホーム・ユナイテッドで17得点を挙げる活躍をし、同年の得点者ランキング3位につけている。
ペルシブ・バンドンには6ヶ月所属し、2011年3月、インドネシア・プレミアリーグに所属するメダン・チーフスに一年、38万ドルの契約で移籍した。18試合に出場し、5得点を挙げたが、一年経たないうちにシンガポールへ帰国、同年12月に新しく出来たシンガポール・ライオンズXIIへ移籍し、2013年度にはマレーシア・スーパーリーグを制覇した。
その年の末にマレーシア・スーパーリーグ所属のジョホール・ダルル・タクジムII FCに4年契約で移籍し、背番号17を与えられている。
2017年、ウォリアーズFCに移籍した。
2018年、ホーム・ユナイテッドに復帰した。
2021年1月、ホウガン・ユナイテッドFCに移籍した。
2023年2月21日、現役引退を表明した。

## 代表歴
昨今のシンガポール代表では最も組み立てるミッドフィールダーとして台頭しており、19歳の時の2003年3月4日にモルディブ代表戦でA代表デビューして以来、同国代表の心臓として活躍している。また、A代表の他にもU-23、U-18、U-16でも代表経験があり、U-23代表として2007年の東南アジア競技大会を率いて銅メダルを獲得している。その他、2004年、2007年の東南アジアサッカー選手権では同国の優勝に大きな役割を果たし、2005年の東南アジア競技大会や2006年のアジア競技大会にも参加している。
ムハンマド・リドファン、バイハッキ・カイザン、ハッサン・サニーの三人と併せてシンガポール協会ユースの四ギャングと称され、10代の頃から共にプレイしている。代表ではラドイコ・アヴラモヴィッチ監督の下、中盤の様々なポジションを熟すようになったが、彼は2004年の後半にはセントラル・ミッドフィールダーとして定着した。2010年8月には、シャーリルは代表のキャプテンとなり、東南アジアサッカー選手権では自らの所属するライオンズXIIの一員として参加している。また現在、シャーリルはFIFAセンチュリークラブの一員となっている。

### 個人成績
| No. | 日附           | 場所                                                     | 対戦相手         | 得点 | 結果 | 大会                           |
| --- | -------------- | -------------------------------------------------------- | ---------------- | ---- | ---- | ------------------------------ |
| 1   | 2004年1月28日  | シンガポール・ナショナルスタジアム                       | ノルウェー       | 2–2  | 2-5  | 親善試合                       |
| 2   | 2004年12月29日 | クアラルンプール・KLFAスタジアム                         | ミャンマー       | 4–2  | 4–3  | 2004年東南アジアサッカー選手権 |
| 3   | 2005年10月11日 | プノンペン・オリンピックスタジアム                       | カンボジア       | 0-1  | 0-2  | 親善試合                       |
| 4   | 2005年10月11日 | プノンペン・オリンピックスタジアム                       | カンボジア       | 0-2  | 0-2  | 親善試合                       |
| 5   | 2007年1月15日  | シンガポール・ナショナルスタジアム                       | ラオス           | 4–0  | 11–0 | 2007年東南アジアサッカー選手権 |
| 6   | 2012年2月24日  | ドバイ・ザ・セブンズ                                     | アゼルバイジャン | 1–2  | 2–2  | 親善試合                       |
| 7   | 2012年11月19日 | シンガポール・ジュロン・ウェスト・スタジアム             | パキスタン       | 3-0  | 4–0  | 親善試合                       |
| 8   | 2012年11月25日 | ブキット・ジャリル・ブキット・ジャリル国立競技場         | マレーシア       | 1–0  | 3–0  | 2012年AFFスズキカップ          |
| 9   | 2012年11月25日 | ブキット・ジャリル・ブキット・ジャリル国立競技場         | マレーシア       | 2–0  | 3–0  | 2012年AFFスズキカップ          |
| 10  | 2012年12月1日  | シャー・アラム・シャー・アラム・スタジアム               | ラオス           | 1–2  | 4–3  | 2012年AFFスズキカップ          |
| 11  | 2012年12月1日  | シャー・アラム・シャー・アラム・スタジアム               | ラオス           | 2–2  | 4–3  | 2012年AFFスズキカップ          |
| 12  | 2014年3月5日   | マスカット・スルタン・カーブース・スポーツコンプレックス | オマーン         | 3-1  | 3-1  | AFCアジアカップ2015            |
| 13  | 2014年10月10日 | 香港旺角大球場                                           | 香港             | 2-1  | 2-1  | 親善試合                       |
| 14  | 2014年11月17日 | シンガポール・イーシュン・スタジアム                     | カンボジア       | 3-2  | 4–2  | 親善試合                       |

## タイトル

### クラブ
シンガポール・ライオンズXII
- マレーシア・スーパーリーグ: 2013

ホウガン・ユナイテッドFC
- シンガポール・カップ: 2022

### 代表
シンガポール
- 東南アジアサッカー選手権: 2004, 2007, 2012
- 東南アジア競技大会 銅: 2007

### 個人
- Sリーグ年間最優秀選手賞: 2010
- タイガービール年間最優秀ゴール賞: 2010（7月16日、ホーム・ユナイテッド vs SAFFC戦　40’）
- AFFスズキカップMVP: 2012
- AFF年間最優秀選手（男性）: 2013